# Norman Fell
Norman Noah Fell (Filadelfia, 24 marzo 1924 – Los Angeles, 14 dicembre 1998) è stato un attore statunitense.

## Biografia
Studiò al Central High School di Filadelfia e al Temple University.
Nel 1975 affiancò Stella Stevens nel film Operazione casinò d'oro.
Nel 1979 fu premiato con il Golden Globe per il miglior attore non protagonista in una serie per Tre cuori in affitto, dove interpretava il ruolo di Stanley Roper, il padrone di casa scorbutico (ruolo vagamente simile a quello da lui già ricoperto nel film Il laureato).
Il successo della serie portò alla creazione di uno spinoff, I Roper, dove Fell continuò a recitare, questa volta come protagonista, nel ruolo di Stanley Roper, anche qui accanto ad Audra Lindley, che interpretava la moglie Helen già in Tre cuori in affitto. 
Lavorò anche in molte altre serie televisive come 87ª squadra, Dottor Kildare, Vita da strega, Ironside e Cari professori.
Morì nel 1998 per mieloma multiplo; è sepolto al Mount Sinai Memorial Park Cemetery.

## Filmografia parziale

### Cinema
- The Violators, regia di John Newland (1957)
- 38º parallelo: missione compiuta (Pork Chop Hill), regia di Lewis Milestone (1959)
- ...e l'uomo creò Satana (Inherit the Wind), regia di Stanley Kramer (1960)
- Ragazzi di provincia (The Rat Race), regia di Robert Mulligan (1960)
- Colpo grosso (Ocean's Eleven), regia di Lewis Milestone (1960)
- PT 109 - Posto di combattimento! (Pt 109), regia di Leslie H. Martinson (1963)
- Questo pazzo, pazzo, pazzo, pazzo mondo (It's a Mad, Mad, Mad, Mad World), regia di Stanley Kramer (1963)
- Contratto per uccidere (The Killers), regia di Don Siegel (1964)
- Ragazze sotto zero (Quick Before It Melts), regia di Delbert Mann (1964)
- Angeli nell'inferno (The Young Warriors), regia di John Peyser (1967)
- Il laureato (The Graduate), regia di Mike Nichols (1967)
- Ladri sprint (Fitzwilly), regia di Delbert Mann (1967)
- Il sergente Ryker (Sergeant Ryker), regia di Buzz Kulik (1968)
- Bullitt, regia di Peter Yates (1968)
- Guerra, amore e fuga (The Secret War of Harry Frigg), regia di Jack Smight (1968)
- The Young Runaways, regia di Arthur Dreifuss (1968)
- Se è martedì deve essere il Belgio (If It's Tuesday, This Must Be Belgium), regia di Mel Stuart (1969)
- Comma 22 (Catch-22), regia di Mike Nichols (1970)
- Boatniks - I marinai della domenica (The Boatniks), regia di Norman Tokar (1970)
- Chi ucciderà Charley Varrick? (Charley Varrick), regia di Don Siegel (1973)
- L'assassino di pietra (The Stone Killer), regia di Michael Winner (1973)
- Airport '75 (Airport 1975), regia di Jack Smight (1974)
- Operazione casinò d'oro (Cleopatra Jones and the Casino of Gold), regia di Charles Bail (1975)
- L'uomo delle montagne (Guardian of the Wilderness), regia di David O'Malley (1976)
- Rabbit Test, regia di Joan Rivers (1978)
- La fine... della fine (The End), regia di Burt Reynolds (1978)
- Paternity, regia di David Steinberg (1981)
- Una notte in Transilvania (Transylvania 6-5000), regia di Rudy De Luca (1985)
- C.H.U.D. II: Bud the Chud, regia di David Irving (1989)
- Giorni di gloria... giorni d'amore (For the Boys), regia di Mark Rydell (1991)
- Bella, pazza e pericolosa (Hexed), regia di Alan Spencer (1993)
- Pezzi duri... e mosci (The Naked Truth), regia di Nico Mastorakis (1993)
- The Destiny of Marty Fine, regia di Michael Hacker (1996)
- Beach House, regia di Leigh Scott (1998)

### Televisione
- The Alcoa Hour – serie TV, episodio 1x13 (1956)
- Johnny Staccato – serie TV, episodio 1x16 (1960)
- La famiglia Potter (The Tom Ewell Show) – serie TV, episodio 1x11 (1960)
- Peter Gunn – serie TV, episodio 3x20 (1961)
- Scacco matto (Checkmate) – serie TV, episodio 1x34 (1961)
- Assistente sociale (East Side/West Side) – serie TV, 1 episodio 1x09 (1963)
- L'ora di Hitchcock (The Alfred Hitchcock Hour) – serie TV, episodio 2x09 (1963)
- The Dick Powell Show – serie TV, episodio 2x28 (1963)
- The Lieutenant – serie TV, episodio 1x02 (1963)
- All'ombra del ricatto (The Hanged Man), regia di Don Siegel – film TV (1964)
- Ben Casey – serie TV, 2 episodi (1964-1965)
- Mr. Novak – serie TV, episodio 2x29 (1965)
- Selvaggio west (The Wild Wild West) – serie TV, episodio 1x20 (1966)
- A Man Called Shenandoah – serie TV, episodio 1x24 (1966)
- Starsky & Hutch – serie TV, un episodio (1975)
- Tre cuori in affitto (Three's Company) – serie TV, 56 episodi (1976-1981)
- Ellery Queen – serie TV, episodio 1x19 (1976)
- Charlie's Angels – serie TV, un episodio (1977)
- Love Boat (The Love Boat) – serie TV, un episodio (1978)
- I Roper (The Ropers) – serie TV, 28 episodi (1979-1980)
- Ai confini della realtà (The Twilight Zone) – serie TV, episodio 2x11 (1986)
- Troppo forte! (Sledge Hammer!) – serie TV, episodio 2x13 (1987)
- La signora in giallo (Murder, She Wrote) – serie TV, episodio 4x19 (1988)
- Willy, il principe di Bel-Air (The Fresh Prince of Bel-Air) – serie TV, un episodio (1994)

## Doppiatori italiani
Nelle versioni in italiano delle opere in cui ha recitato, Norman Fell è stato doppiato da:
- Sergio Tedesco ne Il sergente Ryker, La signora in giallo
- Dario Penne in Bullitt, Bella, pazza e pericolosa
- Manlio Busoni in 38º parallelo: missione compiuta
- Vittorio Cramer in ...e l'uomo creò Satana
- Renato Turi in Ragazzi di provincia
- Ferruccio Amendola in PT 109 - Posto di combattimento!
- Gualtiero De Angelis in Contratto per uccidere
- Ennio Balbo ne Il laureato
- Carlo Alighiero in L'assassino di pietra
- Vittorio Congia in Airport '75
- Gianfranco Bellini in Tre cuori in affitto
- Adolfo Geri in Starsky & Hutch
- Roberto Villa in Operazione casinò d'oro
- Mario Milita in Charlie's Angels
- Manlio Guardabassi in Love Boat
- Sergio Fiorentini in Radici - Le nuove generazioni
- Sandro Tuminelli in Una notte in Transilvania
- Sandro Sardone in Giorni di gloria... giorni d'amore